# Sam Torrance

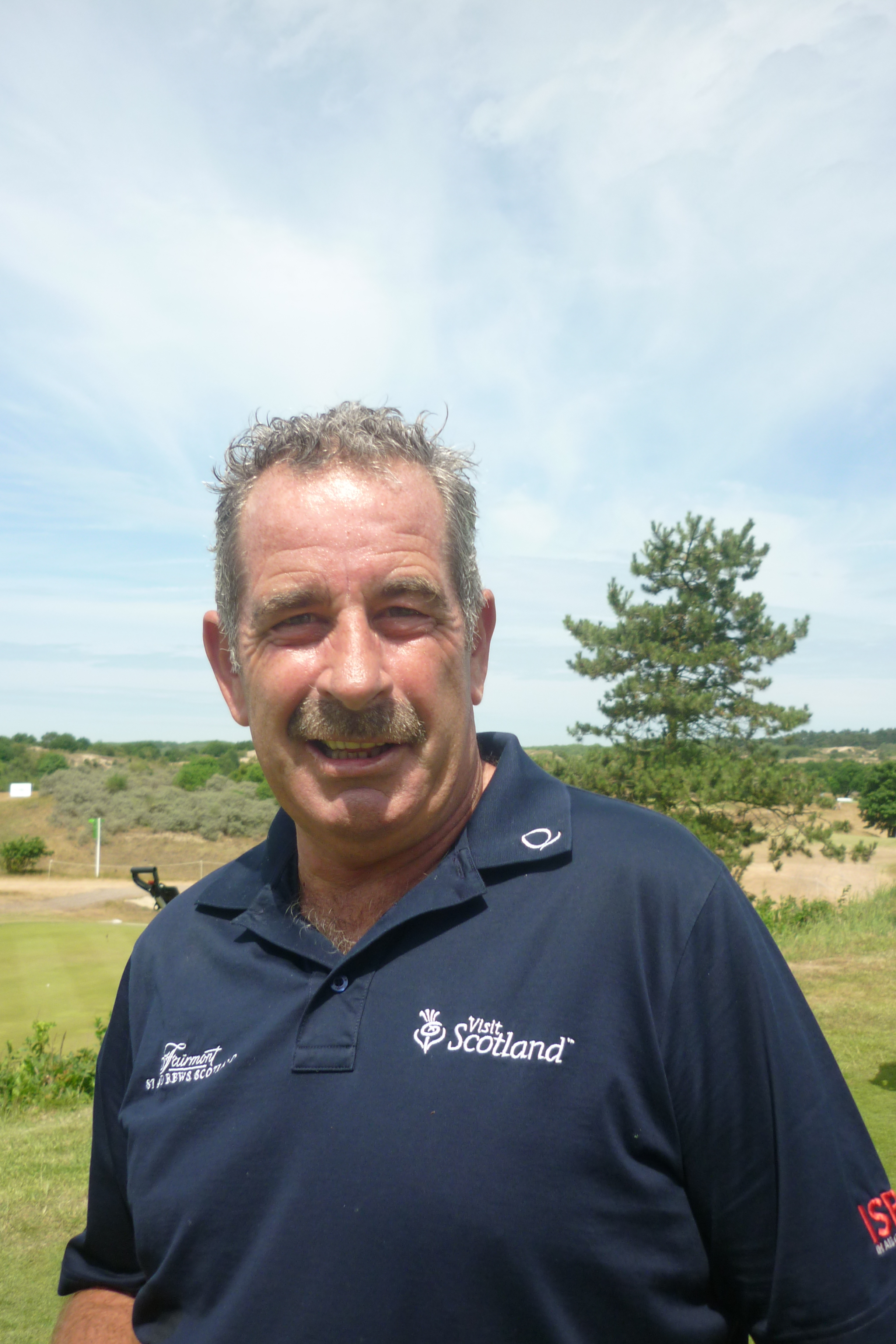
Sam Torrance

Sam Torrance, född 24 augusti 1953 i Largs är en skotsk golfspelare. Han var en av de ledande spelarna på PGA European Tour från mitten av 1970-talet till slutet av 1990-talet.
Torrance blev professionell då han var 16 år gammal och kom med på PGA European Tour då han var 17. Han vann sin första proffstävling 1972 och sin första europatourseger 1976. Han vann totalt 21 tävlingar på europatouren och det är endast Colin Montgomerie som har vunnit fler utan att vinna en majortävling. Hans bästa placering i tourens penningliga är andraplatser 1984 och 1995. Han placerade sig bland de tio bästa tio gånger i penningligan. 2003 kvalificerade han sig för spel i seniortävlingar och han vann sin första tävling på European Seniors Tour 2004. 2005 vann han penningligan på seniortouren.
Torrance spelade för Europa i Ryder Cup åtta gånger. 1985 sänkte han den putt som detroniserade USA för första gången på 28 år. 17 år senare var han icke spelande kapten för det lag som vann Ryder Cup 2002 på The Belfry.
Torrance gifte sig med den engelska skådespelerskan Suzanne Danielle 1988. Han belönades 1996 för sina insatser inom golfen genom att utnämnas till riddarklassen av Brittiska Imperieorden (MBE); vid nyårsutnämningarna 2003 befordrades han till ordens officersklass (OBE) som erkännande för sina insatser som lagkapten under Ryder Cup året innan.

## Meriter

### Segrar på PGA European Tour
- 1976 Piccadilly Medal, Martini International
- 1981 Carroll's Irish Open
- 1982 Benson & Hedges Spanish Open, Portuguese Open
- 1983 Scandinavian Enterprise Open, Portuguese Open
- 1984 Tunisian Open, Benson & Hedges International Open, Sanyo Open
- 1985 Johnnie Walker Monte Carlo Open
- 1987 Lancia Italian Open
- 1990 Mercedes German Masters
- 1991 Jersey European Airways Open
- 1993 Kronenbourg Open, Heineken Open, Honda Open
- 1995 Italian Open, Murphy's Irish Open, Collingtree British Masters
- 1998 Peugeot Open de France

### Segrar på European Seniors Tour
- 2004 Travis Perkins Senior Masters
- 2005 Irvine Whitlock Seniors Classic, De Vere PGA Seniors Championship, Bendinat London Seniors Masters

### Övriga segrar
- 1972 Radici Open, Under-25 Match Play Championship
- 1975 Zambian Open
- 1978 Scottish Professional Championship
- 1979 Colombian Open
- 1980 Australian PGA Championship, Scottish Professional Championship
- 1983 C* Scottish PGA Championship (Challenge Tour)
- 1985 Scottish Professional Championship
- 1991 Scottish Professional Championship
- 1993 Scottish Professional Championship

### Lagtävlingar
- Ryder Cup: 1981, 1983, 1985 (segrare), 1987 (segrare), 1989 (delat), 1991, 1993, 1995 (segrare), 2002 (icke spelande kapten i det vinnande laget)
- Alfred Dunhill Cup: 1985, 1986, 1987, 1989, 1990, 1991, 1993, 1995 (segrare), 1999
- World Cup: 1976, 1978, 1982, 1984, 1985, 1987, 1989, 1990, 1991, 1993, 1995
- Four Tours World Championship: 1985, 1991 (segrare)
- Hennessy Cognac Cup: 1976 (segrare), 1978 (segrare), 1980 (segrare), 1982 (segrare), 1984
- Double Diamond: 1973 (segrare), 1976, 1977
- UBS Cup: 2001, 2002, 2003